# Morning Musume Sakuragumi
Morning Musume Sakuragumi a fost o trupă de J-pop formată în anul 2003. 

## Membri
- Natsumi Abe
- Mari Yaguchi
- Hitomi Yoshizawa
- Ai Kago
- Ai Takahashi
- Asami Konno
- Risa Niigaki
- Eri Kamei

## Discografie

### Singles-uri
- Hare Ame Nochi Suki
- Sakura Mankai